# Корнеев, Евгений Алексеевич
Евгений Алексеевич Корнеев (род. 1951) — советский и российский живописец, художник студии военных художников имени М. Б. Грекова с 1981 года.
Народный художник России (2007). Лауреат Государственной премии РФ (1996) и премии Ленинского комсомола (1978). Член Союза художников СССР с 1985 года.

## Биография
Родился 9 сентября 1951 года в Горьком (ныне Нижний Новгород).
В 1956 году вместе с родителями переехал в Челябинск. С 1959 года занимался в городской изостудии при Доме пионеров. С 1962 по 1969 годы учился в средней художественной школе при МГХИ им. В. И. Сурикова. Затем окончил Московское высшее художественно-промышленное училище (1974). С 1975 по 1980 годы стажировался в творческой мастерской Академии художеств СССР (руководители — Г. М. Коржев, А. П. Ткачёв, С. П. Ткачёв).

## Творчество

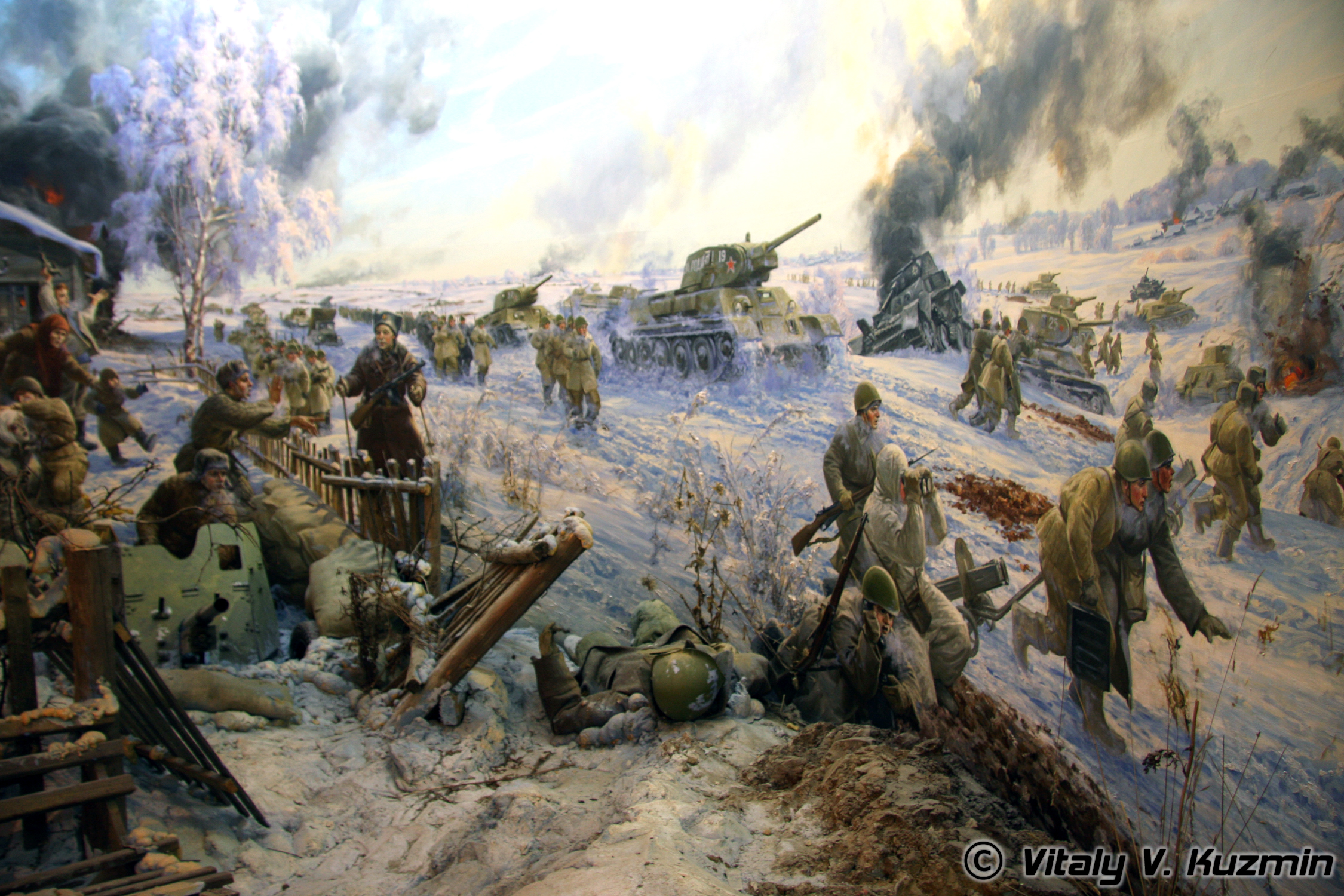
Диорама «Лобня. Наступление. 6.12.1941». Музей танка Т-34

В Студии военных художников им. М. Б. Грекова — с 1981 года.
Автор диорам: «Взятие Уфы» (1985) в музее им. М. Б. Фрунзе г. Шуя, «Блокада Ленинграда» в мемориальном комплексе на Поклонной горе г. Москвы, «Битва под Москвой» (2001) в музейном комплексе «История танка Т-34».
В 1993 году работал над росписью стены Святого Николая в Гамбурге (Германия), в 2002 — создание росписи предела церкви Архангела Михаила Ивановско-Вознесенской и Кинишемской Епархии, в 2003 — написание икон для иконостаса храма Николая Чудотворца в г. Верхотурье, в 2005 — написание икон для иконостаса Спасо-Преображенского Валаамского монастыря.

### Выставки
- Февраль 2007 года — персональная выставка в Малом Манеже.
- Май 2007 года — персональная выставка в галерее Центрального музея Великой Отечественной войны на Поклонной горе.
- Январь 2010 года — юбилейная выставка в Манеже «75 лет студии М. Б. Грекова».

## Награды и звания
- Премия Ленинского комсомола за триптих «Болгария» (1978).
- Лауреат Государственной премии РФ (1996).
- Премия Правительства Москвы в области литературы и искусства (2004).
- Народный художник Российской Федерации (2007).